# نسيرة الجبل (المقاطرة)

تعديل مصدري - تعديل

نسيرة الجبل هي إحدى قرى عزلة الصوالحة بمديرية المقاطرة التابعة لمحافظة لحج، بلغ تعداد سكانها 121 نسمة حسب تعداد اليمن لعام 2004.